# توماس بوراس
توماس بوراس إي بيرميخو (مدريد، 10 فبراير 1891 - مدريد، 26 أغسطس 1976) كان كاتبًا وصحفيًا إسبانيًا. ساهم في نشر فكرة أن إسبانيا كانت على وشك الدخول في ثورة شيوعية خلال ربيع عام 1936، وهي الثورة التي – بحسب هذا التصور – تم إحباطها بانقلاب يوليو من نفس العام.

## السيرة الذاتية
وُلد توماس بورّاس في مدريد، وكان ابنًا لأب من تاراغونا وأم من شقوبية. أنهى دراسته الثانوية في معهد سان إيسيدرو، ثم التحق بكلية الحقوق، لكنه لم يكمل دراسته هناك لافتقاده الشغف بها. بدأ الكتابة منذ شبابه المبكر، وكان من رواد صالون "كافيه دي بومبو"، وظهر ضمن شخصياته في اللوحة الشهيرة للفنان خوسيه غوتييريث سولانا. تزوج من المغنية الشهيرة أورورا بوريفيكاسيون مانيانوس خوفرِت، المعروفة بلقب "لا غويا". وكان بالفعل عاشقًا ومطلعًا بعمق على عالم الفلامنكو.
دخل توماس بورّاس عالم الصحافة، وبدأ مسيرته خلال ديكتاتورية بريمو دي ريفيرا بالكتابة في صحيفة لا ناثيون، التي كانت محسوبة على النظام آنذاك. وفي عام 1930، انضم إلى صحيفة ABC ومجلتها التابعة بلانكو إي نيغرو. لاحقًا، ومع تقدّمه في العمر، انخرط سياسيًا أولًا في تنظيم مجالس الهجوم الوطني-النقابي (JONS)، ثم في فالانخي الإسبانية. وقد وصفه أوجينيو كوبو بأنه "أشد تطرفًا في تأييده لفرانكو من فرانكو نفسه، وبدرجة تكاد توازي الفكر النازي".
في عام 1936، قام بإعداد وثائق مزورة استخدمها لاحقًا المعسكر الانقلابي لتبرير انقلاب يوليو على أنه ردّ على ثورة شيوعية وشيكة في إسبانيا. وخلال حكم فرانكو، تعاون مع مجلات مثل Vértice، ثم تولى إدارة صحيفتي F.E. في إشبيلية وEspaña في طنجة. كما شغل مناصب سياسية متعددة، إلى أن عُيِّن مؤرخًا رسميًا لمدينة مدريد

## التكريمات:
في عام 1953، مُنح توماس بورّاس لقب "الصحفي الفخري" كما تم تعيينه مؤرخًا رسميًا لمدينة مدريد. نال أيضًا الجائزة الوطنية للصحافة والجائزة الوطنية للأدب. وبعد وفاته بوقت قصير، أطلق مجلس بلدية مدريد اسمه على الشارع الذي عاش فيه معظم سنوات حياته، كما وضع نادي الفنون الجميلة لوحة تذكارية عند زاوية ذلك الشارع تخليدًا لذكراه

## الأعمال الأدبية:
كان توماس بورّاس صحفيًا غزير الإنتاج، ولم تقتصر أعماله على الصحافة فقط، بل كتب أيضًا الروايات وبعض المسرحيات. كان شغوفًا بكتابة القصص القصيرة، والشعر، والمقالات الفكرية، والسير الذاتية. أدبيًا، يُعد من المنتمين إلى تيار الحداثة (المودرنيزم). ومن أبرز ما يميزه هو مشاركته الفعالة في واحدة من الفرق المسرحية الأكثر تجديدًا في الساحة الإسبانية آنذاك: مسرح الفن، الذي أدارَه غريغوريو مارتينيث سييرا.
ومن أبرز أعماله في هذا الإطار كانت البانتوميم "العلجوم العاشق"، التي عُرضت لأول مرة عام 1916، بمصاحبة موسيقى من تأليف بابلو لونا، وديكورات صممها خوسيه زامورا. وتُعد هذه المسرحية واحدة من أكثر التجارب المسرحية تجديدًا في مدريد آنذاك، إلى جانب أعمال أخرى مثل "حب الساحرة" و*"المُحافظ والطاحونة"*، والتي عُرضت جميعها في مسرح إيسلافا.

## القصة أو الحكاية القصيرة:
أطلق توماس بورّاس على مجموعة من أعماله القصصية اسم "القصص الغنومية"، وهي تتكوّن من 203 حكايات قصيرة جدًا – في وقت لم يكن مصطلح "القصة القصيرة جدًا" (microrrelato) معروفًا بعد – تتراوح أطوالها بين أربع أسطر وأقل من صفحة. نُشرت هذه القصص ضمن ثلاثة عشر كتابًا، كان أولها "أشباح من هنا وهناك" عام 1940، وآخرها "ماء مالح في ماء عذب" عام 1969.